# Helmuth Zimmerer
Helmuth Zimmerer (* 19. Dezember 1912 in Pfaffenberg; † 22. November 1984 in Würzburg) war ein deutscher Jurist, Volkswirt und Kommunalpolitiker. Von 1956 bis 1968 war er Oberbürgermeister der Stadt Würzburg am Main.

## Leben

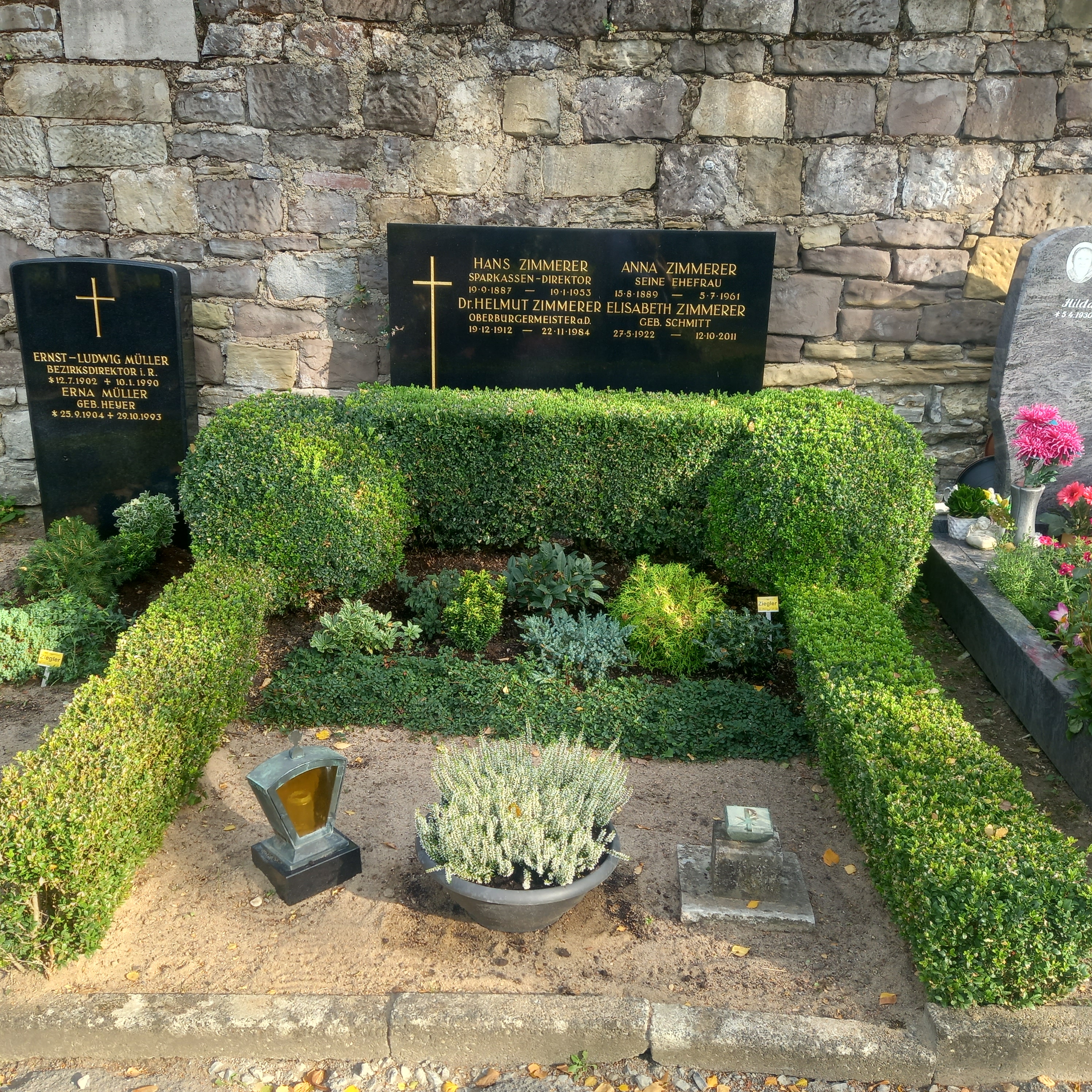
Das Grab von Helmuth Zimmerer und seiner Ehefrau Elisabeth geborene Schmitt im Familiengrab auf dem Hauptfriedhof Würzburg

Der Sohn eines Sparkassendirektors besuchte zunächst die Volksschule in Pegnitz und die Dorfschule in Kutzenberg. Im Anschluss wechselte er an das Neue Gymnasium in Bamberg, an dem er 1932 das Abitur ablegte. Danach absolvierte er ein Studium der Rechts- und Staatswissenschaft sowie der Volkswirtschaftslehre an den Universitäten in München und Erlangen. Er legte das Erste Juristische Staatsexamen ab und bestand 1936 die Prüfung als Diplom-Volkswirt. Im selben Jahr wurde er an der Universität Erlangen mit dem Dissertationsthema Rasse, Staatsangehörigkeit, Reichsbürgerschaft. Ein Beitrag zum völkischen Staatsbegriff zum  Doktor der Rechte promoviert. Nach dem Referendariat und der Ablegung des Zweiten Juristischen Staatsexamens 1939 war in der inneren Verwaltung Bayerns tätig. 1942 wurde er zum Regierungsrat ernannt. Er nahm ab 1940 als Soldat am Zweiten Weltkrieg teil, war zuletzt Oberleutnant und geriet 1945 in Gefangenschaft, aus der er 1947 entlassen wurde.
Zimmerer war von Februar bis Juni 1933 Mitglied der SA. Am 1. Mai 1933 trat er in die NSDAP (Mitgliedsnummer 2.583.835) ein. Am 1. Juni 1933 bewarb er sich um die Aufnahme in die SS, in die er am 23. Januar 1934 als SS-Mann (Mitgliedsnummer 58.228) eintrat.
Nach seiner Rückkehr aus der Kriegsgefangenschaft arbeitete Zimmerer von 1948 bis 1950 als Rechtsanwalt in Bamberg. Im Anschluss trat er als persönlicher Referent von Oberbürgermeister Franz Stadelmayer und als Kulturreferent in die Würzburger Stadtverwaltung ein, in der er 1952 zum parteilosen Kämmerer und berufsmäßigen Stadtrat aufstieg.
Zimmerer wurde Vertreter der Freien Wählergemeinschaft und bekleidete von 1956 bis 1968 das Amt des Oberbürgermeisters der Stadt Würzburg. Bei der Oberbürgermeisterwahl 1956 setzte er sich gegen den späteren Ministerpräsidenten Alfons Goppel (CSU) durch und wurde mit Unterstützung der SPD und der Freien Wählergemeinschaft gewählt. Mit Unterstützung der CSU  wurde er schließlich auch bei der Oberbürgermeisterwahl 1962  wiedergewählt. In seine Amtszeit fiel der Abschluss mehrerer Städtepartnerschaften wie mit Caen und Dundee (1962), Rochester (1964) und Mwanza (1966). Er war auch maßgeblich an dem 1958 gefassten Beschluss beteiligt, das damalige Stadttheater Würzburg, heute Mainfranken Theater, in einem kompletten Neubau an der Stelle des ehemaligen Würzburger Ludwigsbahnhofs neu zu eröffnen, was wiederum ebenfalls während Zimmerers Amtszeit am 4. Dezember 1966 geschah.
Nachdem er als Oberbürgermeister von Klaus Zeitler abgelöst wurde, trug Zimmerer den Titel Oberstadtdirektor. 1972 wurde er mit der Leitung des Rechtsamtes betraut. Von 1974 bis zu seinem Eintritt in den Ruhestand im Dezember 1977 war er erneut berufsmäßiger Stadtrat und Leiter der Abteilung für Stadtentwicklung, Umweltschutz und Rechtsangelegenheiten.
Im Würzburger Stadtteil Lengfeld wurde nach ihm die Helmuth-Zimmerer-Straße benannt. Aufgrund Zimmerers umstrittener Doktorarbeit prüfte der Würzburger Stadtrat 2012 eine Umbenennung der Straße, die 2015 durch Beschluss des Stadtrates in Angermaierstraße erfolgte.
Helmuth Zimmerer war seit 1950 mit Elisabeth, geb. Schmitt, verheiratet und hatte drei Kinder. Seit 1932 war er Mitglied der katholischen Studentenverbindung KDStV Aenania München, später wurde er noch Mitglied der KDStV Cheruscia Würzburg. 1958 bis 1984 war Helmuth Zimmerer Vorsitzender des Frankenbundes.